# Boñar
Pour les articles homonymes, voir Bonar.
Boñar est une commune d'Espagne dans la province de León, communauté autonome de Castille-et-León. Elle s'étend sur 180,62 km2 et comptait environ 2 074 habitants en 2011.